# Cinéma Impero
Le cinéma Impero est un édifice Art déco situé à Asmara, capitale de l'Érythrée. Édifié durant la colonisation italienne (1885-1941), il ouvre ses portes en 1937.

Il doit son nom à la proclamation de l'« Empire italien » par Benito Mussolini après la conquête de l'Éthiopie en 1936.
 
Le cinéma se trouve sur l'avenue Harnet à moins de 150 m de la synagogue d'Asmara.
Dans la capitale érythréenne se trouvent plusieurs autres salles datant également de l'époque coloniale : le Capitol, le Roma et l'Odeon.

## Description
Ce bâtiment moderniste de quatre étages est l'œuvre de l'architecte italien Mario Messina. La plupart de ses éléments d'origine ont été conservés en dépit des conflits qui ont frappé la ville. La façade, recouverte d'un enduit de couleur pourpre, accueille une enseigne formant les mots « cinema » et « impero » en deux colonnes distinctes. Cinq portes donnent accès à une vaste salle rectangulaire ornée de bas-reliefs allégoriques : têtes de lions, impalas ou palmiers en sont les principaux motifs.